# William Fulton
William Edgar Fulton (Naugatuck, 29 de agosto de 1939) é um matemático estadunidense.

## Obras selecionadas
- Algebraic Curves: An Introduction To Algebraic Geometry, with Richard Weiss.  New York: Benjamin, 1969.  Reprint ed.: Redwood City, CA, USA: Addison-Wesley, Advanced Book Classics, 1989.  ISBN 0-201-51010-3.  Full text online.
- William Fulton. (1998), Intersection theory, ISBN 978-3-540-62046-4; 978-0-387-98549-7 Verifique |isbn= (ajuda), Ergebnisse der Mathematik und ihrer Grenzgebiete. 3. Folge. A Series of Modern Surveys in Mathematics [Results in Mathematics and Related Areas. 3rd Series. A Series of Modern Surveys in Mathematics], 2 2nd ed. , Berlin, New York: Springer-Verlag, MR1644323
- (com Joe Harris) William Fulton, Joe Harris. (1991), Representation Theory, A First Course, ISBN 978-0-387-97495-8, Graduate Texts in Mathematics, 129, Berlin, New York: Springer-Verlag, MR1153249